# Канье (аэропорт)
Канье (ИКАО: FBKY) — коммерческий аэропорт, расположенный в Канье, административном центре Южного округа Ботсваны.

## Характеристики
Аэропорт находится на высоте 4199 футов (1280 м) над средним уровнем моря.
У него есть одна взлётно-посадочная полоса длиной 1000 м.